# Julian Klaczko
Julian Klaczko, původním jménem Jehuda Lejb (6. listopadu 1825 Vilnius – 26. listopadu 1906 Krakov), byl polský spisovatel a novinář, působící převážně ve Francii, a rakouský politik z Haliče, v 2. polovině 19. století poslanec Říšské rady.

## Biografie
Narodil se v židovské rodině ve Vilniusu. Už v mládí jevil literární nadání. Studoval na univerzitě v Královci a Heidelbergu. V roce 1846 získal titul doktora filozofie. Podle jiného zdroje mu byl titul v Královci udělen roku 1847. Odešel pak do Heidelbergu. Zde následně působil jako spolupracovník redakce Deutsche Zeitung Georga Gottfrieda Gervina. Psal sem články na téma polských a ruských záležitostí. Roku 1848 strávil jistou dobu v Poznaňském velkovévodství. Roku 1849 publikoval stať Die Deutschen Hegemonen, která byla otištěna i v Havlíčkových Národních novinách. V ní formou otevřeného dopisu odmítl začlenění Poznaňska do německého státu.
Na přelomu 40. a 50. let se rozhodl konvertovat ke křesťanství. Tento krok ale déle odkládal s ohledem na nesouhlas rodičů. Jeho otec přišel o majetek a Klaczko se ocitl ve finanční tísni. Konverzi uskutečnil až po otcově smrti. Roku 1850, podle jiného zdroje už roku 1849, odešel do Paříže a byl tam spolupracovníkem Revue des deux Mondes, Revue de Paris a knihovníkem v Corps legislatif. Ve Francii si získal značnou pozornost svým publicistickým stylem. V letech 1857–1860 vydával spolu s Walerianem Kalinkou exilový měsíčník Wiadomości Polskie, který byl zakázán postupně v Ruském impériu i v rakouské Haliči a od roku 1860 i v etnicky polských oblastech Pruska, načež zanikl pro nedostatek abonentů. Po polském povstání z roku 1863 vydal v roce 1866 Etudes de diplomatie, ve kterém kritizoval postoj velmocí k polským národním aspiracím. Další spis Les preliminaires de Sadowa se věnoval diplomatickému zákulisí prusko-rakouské války. Obě studie vyvolaly značný ohlas.
Roku 1869 ho Friedrich Ferdinand von Beust povolal na post dvorního a ministerského rady na ministerstvu zahraničních věcí. Na funkci na ministerstvu musel rezignovat 5. září 1870 kvůli svým frankofilským názorům (odmítal rakousko-uherskou neutralitu v prusko-francouzské válce).
Roku 1870 byl zvolen na Haličský zemský sněm. Zemský sněm ho roku 1870 delegoval i do Říšské rady (celostátní parlament, volený nepřímo zemskými sněmy). 19. září 1870 složil slib. Opětovně ho zemský sněm do Říšské rady vyslal roku 1872 za velkostatkářskou kurii v Haliči. Složil slib 13. ledna 1872.
Po odchodu z politiky přesídlil znovu dočasně do Paříže, kde se opětovně věnoval publicistice. Studie Causeries florentines je rozborem Dantova díla formou dialogu. Deux chanceliers z roku 1875 je studií politiky kancléře Bismarcka a ruského kancléře Alexandra Gorčakova. Rozpracoval rovněž rozsáhlou řadu profilů papežů La papaute et la renaissance. V roce 1881 působil po kratší dobu jako správní rada v Zemské bance. Publikoval politické a kulturněhistorické spisy. Od roku 1877 byl dopisujícím členem Académie des sciences morales et politiques.
Zemřel v listopadu 1906.